# AVP Tour 2018
Die AVP Tour 2018 ist die nationale Turnierserie der Vereinigten Staaten im Beachvolleyball. Sie wurde in acht Städten ausgetragen.

## Übersicht der Turniere
| Datum                     | Stadt           | Sieger Männer                     | Sieger Frauen                   |
| ------------------------- | --------------- | --------------------------------- | ------------------------------- |
| 17.–20. Mai               | Austin          | Phil Dalhausser / Nicholas Lucena | Alexandra Klineman / April Ross |
| 7.–10. Juni               | New York City   | Phil Dalhausser / Nicholas Lucena | Sara Hughes / Summer Ross       |
| 21.–24. Juni              | Seattle         | Taylor Crabb / Jacob Gibb         | Emily Day / Betsi Flint         |
| 5.–8. Juli                | San Francisco   | Ed Ratledge / Roberto Rodriguez   | Emily Day / Betsi Flint         |
| 26.–29. Juli              | Hermosa Beach   | Theodore Brunner / John Hyden     | Sara Hughes / Summer Ross       |
| 16.–19. August            | Manhattan Beach | Phil Dalhausser / Nicholas Lucena | Alexandra Klineman / April Ross |
| 30. August – 2. September | Chicago         | Taylor Crabb / Jacob Gibb         | Alexandra Klineman / April Ross |
| 15.–16. September         | Waikīkī         | Phil Dalhausser / Nicholas Lucena | Alexandra Klineman / April Ross |

## Turniere
Nachfolgend werden jeweils die Top 8 der einzelnen Turniere aufgeführt. Die kompletten Ergebnisse gibt es in der Beach Volleyball Database (siehe Weblinks).

### Austin
| Platz | Männer                            | Frauen                             |
| ----- | --------------------------------- | ---------------------------------- |
| 1     | Phil Dalhausser / Nicholas Lucena | Alexandra Klineman / April Ross    |
| 2     | Tim Bomgren / Taylor Crabb        | Lauren Fendrick / Sarah Sponcil    |
| 3     | Casey Patterson / Stafford Slick  | Lane Carico / Karolina Marciniak   |
| 3     | Jeremy Casebeer / Reid Priddy     | Karissa Cook / Katie Spieler       |
| 5     | Billy Allen / Ryan Doherty        | Sarah Day / Nicolette Martin       |
| 5     | Trevor Crabb / John Mayer         | Janelle Allen / Kerri Schuh        |
| 7     | Ed Ratledge / Eric Zaun           | Caitlin Ledoux / Kendra VanZwieten |
| 7     | Ty Loomis / Piotr Marciniak       | Aurora Davis / Bree Scarbrough     |

### New York City
| Platz | Männer                            | Frauen                               |
| ----- | --------------------------------- | ------------------------------------ |
| 1     | Phil Dalhausser / Nicholas Lucena | Sara Hughes / Summer Ross            |
| 2     | Taylor Crabb / Jacob Gibb         | Nicole Branagh / Brandie Wilkerson   |
| 3     | Theodore Brunner / John Hyden     | Kelly Claes / Brittany Hochevar      |
| 3     | Billy Allen / Ryan Doherty        | Alexandra Klineman / April Ross      |
| 5     | Jeremy Casebeer / Reid Priddy     | Kelley Kolinske / Emily Stockman     |
| 5     | Chase Budinger / Sean Rosenthal   | Caitlin Ledoux / Maria Clara Salgado |
| 7     | Casey Patterson / Stafford Slick  | Emily Day / Betsi Flint              |
| 7     | Avery Drost / Chase Frishman      | Ali McColloch / Geena Urango         |

### Seattle
| Platz | Männer                            | Frauen                               |
| ----- | --------------------------------- | ------------------------------------ |
| 1     | Taylor Crabb / Jacob Gibb         | Emily Day / Betsi Flint              |
| 2     | Phil Dalhausser / Nicholas Lucena | Caitlin Ledoux / April Ross          |
| 3     | Theodore Brunner / John Hyden     | Kelly Claes / Brittany Hochevar      |
| 3     | Jeremy Casebeer / Reid Priddy     | Amanda Dowdy / Irene Pollock         |
| 5     | Billy Allen / Ryan Doherty        | Lara Dykstra / Sheila Shaw           |
| 5     | Casey Patterson / Stafford Slick  | Nicolette Martin / Alexandra Wheeler |
| 7     | Chase Budinger / Sean Rosenthal   | Karissa Cook / Katie Spieler         |
| 7     | Piotr Marciniak / Eric Zaun       | Janelle Allen / Kerri Schuh          |

### San Francisco
| Platz | Männer                           | Frauen                           |
| ----- | -------------------------------- | -------------------------------- |
| 1     | Ed Ratledge / Roberto Rodriguez  | Emily Day / Betsi Flint          |
| 2     | Chase Budinger / Sean Rosenthal  | Caitlin Ledoux / Geena Urango    |
| 3     | Billy Allen / Ryan Doherty       | Alexandra Klineman / April Ross  |
| 3     | Tim Bomgren / Chaim Schalk       | Brittany Howard / Kelly Reeves   |
| 5     | Trevor Crabb / John Mayer        | Kelley Kolinske / Emily Stockman |
| 5     | Piotr Marciniak / Eric Zaun      | Lauren Fendrick / Sarah Sponcil  |
| 7     | Jeremy Casebeer / Reid Priddy    | Lane Carico / Karolina Marciniak |
| 7     | Casey Patterson / Stafford Slick | Karissa Cook / Katie Spieler     |

### Hermosa Beach
| Platz | Männer                           | Frauen                             |
| ----- | -------------------------------- | ---------------------------------- |
| 1     | Theodore Brunner / John Hyden    | Sara Hughes / Summer Ross          |
| 2     | Billy Allen / Ryan Doherty       | Alexandra Klineman / April Ross    |
| 3     | Taylor Crabb / Jacob Gibb        | Kelly Claes / Brittany Hochevar    |
| 3     | Ed Ratledge / Roberto Rodriguez  | Caitlin Ledoux / Geena Urango      |
| 5     | Trevor Crabb / John Mayer        | Nicole Branagh / Alexandra Wheeler |
| 5     | Phil Dalhausser / Jason Lochhead | Karissa Cook / Katie Spieler       |
| 7     | Tim Bomgren / Chaim Schalk       | Janelle Allen / Kerri Schuh        |
| 7     | Mark Burik / Ian Satterfield     | Cassie House / Molly Turner        |

### Manhattan Beach
| Platz | Männer                            | Frauen                              |
| ----- | --------------------------------- | ----------------------------------- |
| 1     | Phil Dalhausser / Nicholas Lucena | Alexandra Klineman / April Ross     |
| 2     | Taylor Crabb / Jacob Gibb         | Kelly Claes / Brittany Hochevar     |
| 3     | Theodore Brunner / John Hyden     | Emily Day / Betsi Flint             |
| 3     | Jeremy Casebeer / Reid Priddy     | Kelley Kolinske / Emily Stockman    |
| 5     | Casey Patterson / Stafford Slick  | Geena Urango / Alexandra Wheeler    |
| 5     | Ed Ratledge / Roberto Rodriguez   | Corinne Quiggle / Kimberly Smith    |
| 7     | Tim Bomgren / Chaim Schalk        | Amanda Dowdy Larson / Irene Pollock |
| 7     | Tri Bourne / Trevor Crabb         | Karissa Cook / Katie Spieler        |

### Chicago
| Platz | Männer                            | Frauen                              |
| ----- | --------------------------------- | ----------------------------------- |
| 1     | Taylor Crabb / Jacob Gibb         | Alexandra Klineman / April Ross     |
| 2     | Tim Bomgren / Chaim Schalk        | Sara Hughes / Summer Ross           |
| 3     | Jeremy Casebeer / Reid Priddy     | Kelly Claes / Brittany Hochevar     |
| 3     | Ed Ratledge / Roberto Rodriguez   | Terese Cannon / Sarah Sponcil       |
| 5     | Tri Bourne / Trevor Crabb         | Kelley Kolinske / Emily Stockman    |
| 5     | Piotr Marciniak / Eric Zaun       | Brittany Howard / Kelly Reeves      |
| 7     | Phil Dalhausser / Nicholas Lucena | Amanda Dowdy Larson / Irene Pollock |
| 7     | Billy Allen / Ryan Doherty        | Karissa Cook / Katie Spieler        |

### Waikīkī
| Platz | Männer                              | Frauen                                     |
| ----- | ----------------------------------- | ------------------------------------------ |
| 1     | Phil Dalhausser / Nicholas Lucena   | Alexandra Klineman / April Ross            |
| 2     | Alexander Brouwer / Robert Meeuwsen | Sara Hughes / Summer Ross                  |
| 3     | Saymon Santos / Guto Carvalhaes     | Ágatha Bednarczuk / Duda Lisboa            |
| 3     | Tri Bourne / Trevor Crabb           | Kelly Claes / Brittany Hochevar            |
| 5     | Anders Mol / Christian Sørum        | Mariafe Artacho del Solar / Taliqua Clancy |
| 5     | Taylor Crabb / Jacob Gibb           | Melissa Humana-Paredes / Sarah Pavan       |
| 7     | Adrián Gavira / Pablo Herrera       | Azusa Futami / Akiko Hasegawa              |
| 7     | Jeremy Casebeer / Reid Priddy       | Terese Cannon / Sarah Sponcil              |